# 汤神君没有朋友
《湯神君沒有朋友》（日语：湯神くんには友達がいない）是佐倉準原作的日本漫畫作品，在2012年7月號到2013年11月號在《週刊少年Sunday S》上連載，後轉移至《週刊少年Sunday》（2013年48號）開始連載。

## 故事簡介
轉校生綿貫千尋座位旁邊的湯神，是學校棒球隊的王牌，但是卻沒有融入棒球隊中，而且在班上更是獨來獨往，湯神就這樣獨自享受著自己一個人的校園生活。

## 主要人物
聲優在「星期天CM劇場」和「落語ドラマCD版」是一樣的。
湯神 裕二（聲：内山昂輝）
本作主角。左撇子。2年A組。總是一個人。棒球隊的王牌兼隊長。課業優秀。被周圍的人視為麻煩人物。常會說出很有道理的話。不會欠別人人情。非常喜歡落語以及落語家燦燦亭平樂的大粉絲。
綿貫 千尋（聲：米澤円）
以前因爸爸的關係常常轉學，漸漸地不再觸碰人群。很想交朋友。認為裕二是個麻煩人物。非常擅長撈金魚和戳羊毛氈。也會聽落語。手藝部部長。
門田 春樹（聲：阿部敦）
一年級。棒球部。與湯神在少年時期就認識。裕二的專用捕手。常常幫湯神跑腿。認為裕二很麻煩。
久住 若奈
棒球部經理，常常滿腦子棒球部的事。與裕二從一年級就同班，但沒說過幾句話(因為太麻煩)。跟香織從小認識。跟綿貫是非常好的朋友。
藤沢 梨緒
2年D組。因一年級時裕二出手幫忙她完成體育祭的美工作業而喜歡上裕二，但知曉裕二的性格後，感到非常後悔。非常熱愛棒球，還指出棒球隊內部問題。跟綿貫是很好的朋友。
百瀬 香織
田徑隊。佔有慾極其嚴重。原本討厭綿貫，因她與自己最討厭的裕二說話，經過畢業旅行的相處後，向綿貫道歉並且和好。相當敵視湯神到讓綿貫誤以為是喜歡，認為裕二是讓久住煩惱的人。
八重樫 良太
2年A組。歴史研究部部長。
身體相當虛弱，不太適合喝咖啡。非常崇拜裕二。
渡邊 大翔
2年A組的班長。說話輕浮，不負責任。常把自己說得很厲害。
城戸
與門田同班也是棒球隊的下任經理。唯一不覺得裕二麻煩的人。
林山 真咲
天城高中棒球隊的王牌。與裕二在以前就認識。一直把裕二當成對手，但裕二已經把他忘了。喜歡綿貫，曾大聲對她告白。

### 家人們

#### 湯神家
湯神 裕子
裕二的妹妹。中學一年級。與門田是從以前就認識。冷靜。
湯神 律子
裕二的母親。
湯神 登代子
裕二的祖母。
鈴音
裕二的堂姊。
優
裕二的堂弟。
湯神 裕一
裕二的祖父。已故。湯神與他十分相像。

#### 綿貫家
綿貫 康一
綿貫的父親。經常調職。

## 出版書籍
| 冊數 | 小學館         | 小學館                                        |
| 冊數 | 發售日期       | ISBN                                          |
| ---- | -------------- | --------------------------------------------- |
| 1    | 2012年11月16日 | ISBN 978-4-09-124020-0                        |
| 2    | 2013年4月18日  | ISBN 978-4-09-124293-8                        |
| 3    | 2013年10月18日 | ISBN 978-4-09-124478-9                        |
| 4    | 2014年4月18日  | ISBN 978-4-09-124625-7                        |
| 5    | 2014年9月23日  | ISBN 978-4-09-125107-7                        |
| 6    | 2015年2月18日  | ISBN 978-4-09-125607-2 ISBN 978-4-09-159202-6 |
| 7    | 2015年7月17日  | ISBN 978-4-09-126197-7                        |
| 8    | 2015年12月18日 | ISBN 978-4-09-126566-1                        |
| 9    | 2016年5月18日  | ISBN 978-4-09-127159-4                        |
| 10   | 2016年10月18日 | ISBN 978-4-09-127407-6                        |
| 11   | 2017年4月18日  | ISBN 978-4-09-127561-5                        |
| 12   | 2017年10月18日 | ISBN 978-4-09-127863-0                        |
| 13   | 2018年4月18日  | ISBN 978-4-09-128241-5                        |
| 14   | 2018年10月18日 | ISBN 978-4-09-128559-1                        |
| 15   | 2019年4月18日  | ISBN 978-4-09-129137-0                        |
| 16   | 2019年7月18日  | ISBN 978-4-09-129305-3                        |

## 外部連結
- 《湯神君沒有朋友》｜WEBサンデー|湯神くんには友達がいない（日語）